# Cryptocoryne albida
Cryptocoryne albida là một loài thực vật có hoa trong họ Ráy (Araceae). Loài này được R.Parker mô tả khoa học đầu tiên năm 1931.